# Улица Лихоборские Бугры
Улица Лихобо́рские Бугры́ — улица в Северном административном округе Москвы в районе Коптево между Большой Академической улицей и проездом Черепановых.

## История
Название перенесено в 1966 году с застроенной улицы на вновь образованную магистраль. В нём отражено название урочища — поросшего лесом и кустарником холмистого косогора, примыкавшего к деревне Нижние Лихоборы. Лихоборский холм представляет собой моренный холм (высота до 170 м) на водораздельной поверхности между рекой Лихоборкой и её правым притоком Жабенкой. В названии отражается характер пересечённого рельефа местности.

## Описание
Улица Лихоборские Бугры начинается от Большой Академической улицы напротив Академического проезда, проходит на север к железнодорожным путям Малого кольца Московской железной дороги и заканчивается на проезде Черепановых.

## Здания и сооружения
По нечётной стороне:
- д. 9/3 — Объединённый военный комиссариат Москвы (Западное Дегунино, Коптево)

По чётной стороне:
- № 6А — детский сад № 2010